# Papa Paul al III-lea
Papa Paul al III-lea (n. 29 februarie 1468, Castello dell'Abbadia⁠(d), Statele Papale – d. 10 noiembrie 1549, Quirinal, Roma, Statele Papale) a fost papă al Romei în perioada 1534–1549. Pe numele laic s-a numit Alessandro Farnese.
În anul 1536 soclul Columnei lui Traian din Roma a fost eliberat din ruinele forului lui Traian din ordinul papei Paul al III-lea.